# Sant Genís d'Orís
Sant Genís d'Orís és una església d'Orís (Osona) inclosa a l'Inventari del Patrimoni Arquitectònic de Catalunya.

## Descripció
La Parròquia de Sant Genís està situada a la part alta del poble. Va ser construïda entre 1791 i 1779, però, a causa de la guerra del francès, les obres no s'acabaren fins al 1821, amb un estil dels Moretó entre barroc i neoclassicista.
L'església es compon d'una nau, amb capelles laterals i cimbori, i un esvelt campanar, construït a partir del 1814. Al principi de la Guerra Civil va perdre tots els antics retaules i imatges, llevat de la imatge gòtica de Santa Maria de Gràcia.
S'hi conserva una imatge gòtica del segle xiv de la Verge amb el Nen.

## Història
Aquesta església en va substituir una altra, documentada des de 943, que hi havia darrera can marçal, al peu del castell.